# 水本弦
水本 弦（みずもと げん、1995年2月23日 - ）は、石川県出身の元社会人野球選手（外野手・内野手）。

## 経歴

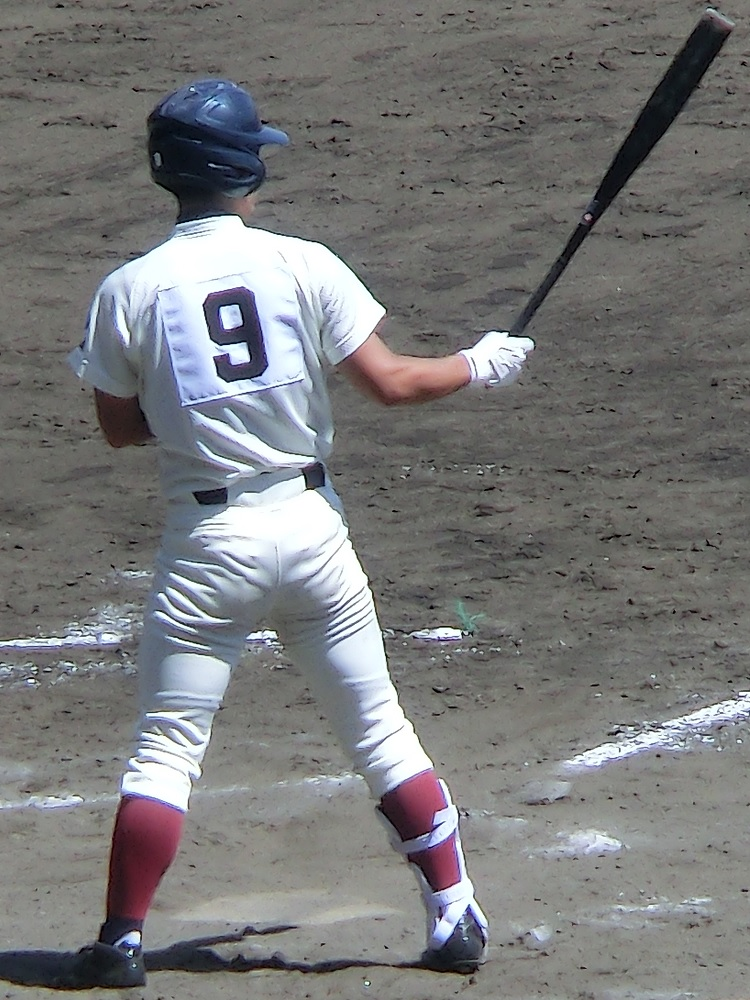
大阪桐蔭高校時代
（2012年8月20日）

小学2年生の時に父と兄の影響で野球を始め、菅原学童野球クラブでプレー。同チームではキャプテンを務め、当時のポジションは左投げの投手と右投げの遊撃手。
野々市町立野々市中学校（現在の野々市市立野々市中学校）時代は父がコーチを務める白山能美ボーイズに1期生として所属。チームメイトには京田陽太がいた。NOMO JAPANにも選出され、全国大会で投手として完全試合を達成したこともある。
中学時代に完全試合を達成した一戦を見ていた西谷浩一の目に留まり、大阪桐蔭高校に進学後。1年秋から内野手としてレギュラーに定着。3年になると左投げに戻し、外野手として出場していた。同学年の藤浪晋太郎や澤田圭佑、1学年下の森友哉らと甲子園春夏連覇を成し遂げる。出場時には水本が主将を務めていた。
高校卒業後は東都大学野球の亜細亜大学に進学。1年春からレギュラーに定着し、新人賞とベストナインを獲得。在学中は5度のリーグ優勝と2度の日本一に輝き、大学でも4年のときに主将を務める。大学1年生のときに日米大学野球の日本代表に、1年生としては唯一選出されているが、このときのメンバーの練習や試合でのレベルの高さに圧倒され、プロを目指すことを断念。長く野球を続けるため、社会人野球を卒業後の目標としていた。
大学卒業後は東邦ガスに入社。2019年4月のオープン戦中に右膝靱帯損傷の大怪我を負うが、リハビリの末に2020年1月より練習に復帰した。このほか、社会人時代に肺気胸、半月板損傷などといった怪我にも悩まされた。2021年の都市対抗野球への出場を最後に、現役を引退。
引退後は会社員として働きつつ、2022年、大阪桐蔭高校や亜細亜大学の1学年先輩、大阪桐蔭高校では水本の前の主将であった廣畑実（ミノルマン）のYouTubeチャンネル動画に出演。7月からは廣畑が代表を務める野球塾・Amazingの3号店となる名古屋校のオープンにあたり、同店の塾長に就任した。同年1年間限定の女子硬式野球チーム・Amazingのコーチも務めた。
現役引退後も東邦ガスの社員として在籍するも選手時代に配属されていた営業部から技術系の部署に異動になったことなどから転職を決意し、退職。2023年5月に名古屋市に野球経験者に特化した就職・転職支援を行なう「株式会社Ring Match」を設立し、代表取締役に就任。

## 選手としての特徴
メインは左投げだが、右投げでも遠投80mを記録する。小学校時代にエースを務めていたときは本来の左投げだったが、そのころから遊撃手に憧れを持ち、高校時代途中まで内野手としてプレーする際に内野も守れるようにと右投げに取り組んでいた名残である。高校時代に外野手として出場するようになってからは左投げとなり、高校卒業後からは左投げに専念していたが、登録は両投げとされ続けていた。これについて水本は「当初は嫌だって、何度も言ったのですが（笑）。物珍しい感じを出したかったんだと思います。でも、プロでもない自分の名前を覚えてもらえたので感謝してます」とコメントしている。